# Johannes Hendrik van den Broek

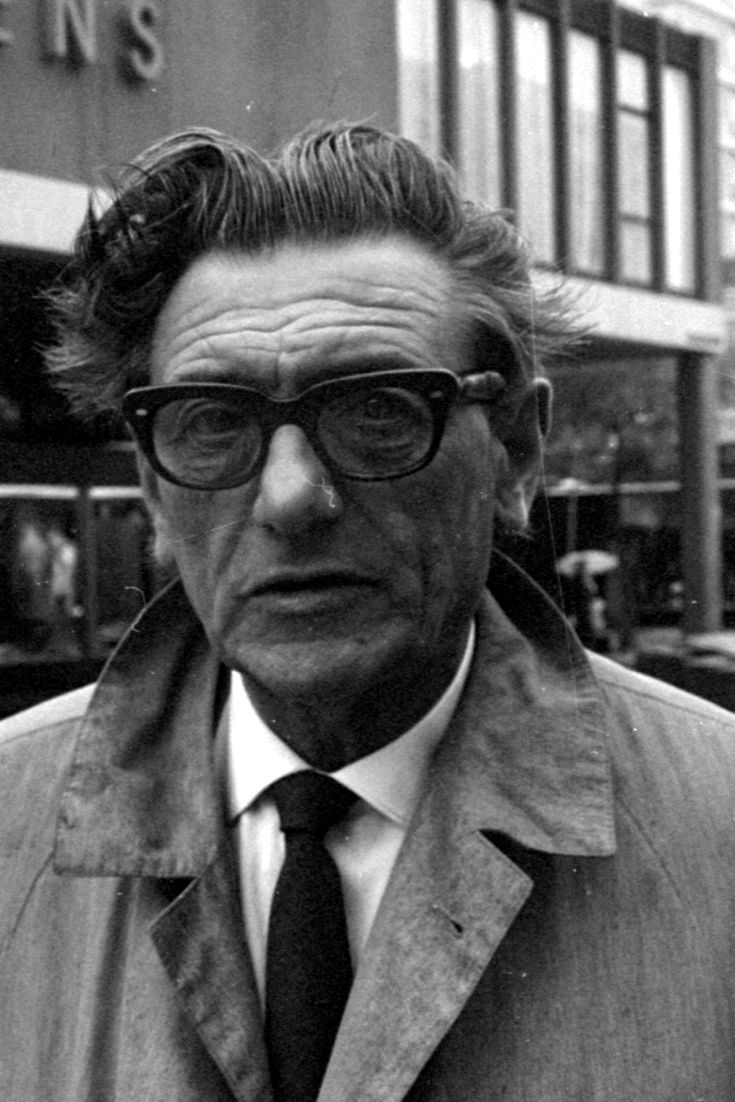
Jo van den Broek im Jahr 1968

Johannes Hendrik van den Broek (* 4. Oktober 1898 in Rotterdam; † 6. September 1978 in Den Haag) war ein niederländischer Architekt; er war wesentlich beteiligt am Wiederaufbau von Rotterdam.

## Leben

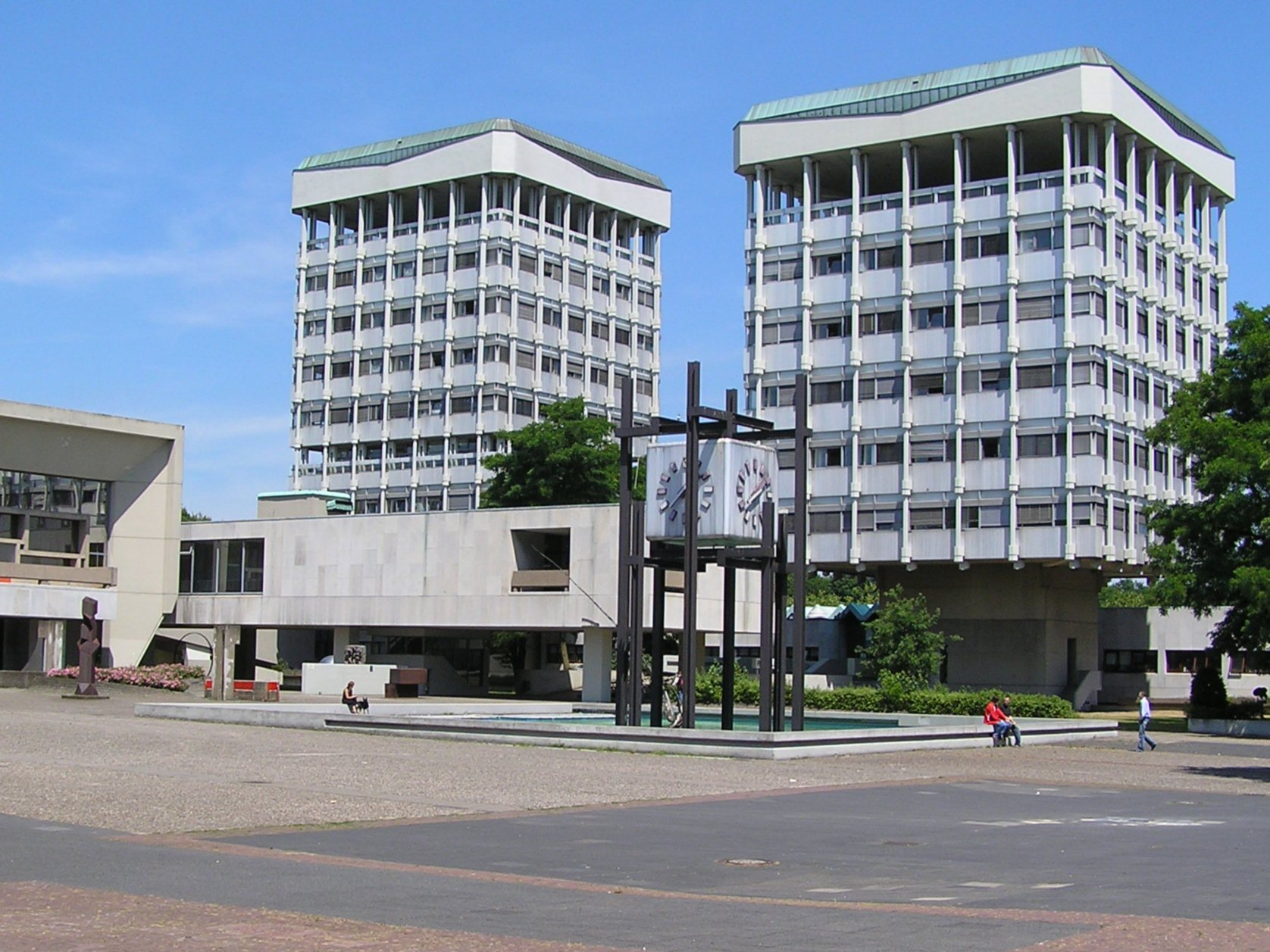
Rathaus in Marl (1960–1965)

Johannes Hendrik van den Broek war der Sohn von Leendert van den Broek, Zimmermann und Bauunternehmer, und Maria Adriana Jongeneel.
Nach dem Studium an der Technischen Hochschule Delft, das er mit Diplom 1924 abschloss, führte Hendrik van den Broek von 1927 bis 1937 ein eigenes Büro in Rotterdam. Von 1937 bis 1948 führte er ein gemeinsames Büro mit J. A. Brinkman und Jacob Bakema, mit dem er zusammen u. a. das Rathaus Marl  mit dem angegliederten Skulpturenmuseum Glaskasten entwarf.
Nach der deutschen Bombardierung Rotterdams am 14. Mai 1940 und erneut nach dem Ende der deutschen Besatzung im Mai 1945 war Van den Broek als Architekt intensiv am Wiederaufbau der Niederlande, insbesondere Rotterdams, beteiligt. Ab 1947 war er auch als Professor an der TU Delft tätig.
Im Jahr 1972 zog sich van den Broek aus dem Architekturbüro und nach und nach aus dem gesellschaftlichen Leben zurück. Um 1975 verkauften van den Broek und seine Frau ihr Haus und zogen von Rotterdam in eine Pflegewohnung in Wassenaar. Van den Broek starb im Alter von 79 Jahren in einem Krankenhaus in Den Haag.
Johannes Hendrik van den Broek heiratete am 20. Dezember 1923 Sophia Jacoba Boosman (1900–2000), aus dieser Ehe ging eine Tochter hervor.

## Schriften
- Habitation: Programme, Design, Production. International Documentation, Den Haag 1955, Band 1. Elsevier 1959.